# Journal of Dentistry
Das Journal of Dentistry, abgekürzt J. Dent., ist eine wissenschaftliche Fachzeitschrift, die vom Elsevier-Verlag veröffentlicht wird. Die Zeitschrift erscheint mit zwölf Ausgaben im Jahr. Es werden Arbeiten aus allen Bereichen der Zahnmedizin veröffentlicht.
Der Impact Factor lag im Jahr 2012 bei 3,200. Nach der Statistik des ISI Web of Knowledge wird das Journal mit diesem Impact Factor in der Kategorie Zahnmedizin & Kieferchirurgie an siebenter Stelle von 83 Zeitschriften geführt.